# Henrik Haapala
Henrik Haapala, född 28 februari 1994 i Lembois, är en finländsk professionell ishockeyspelare som sedan 2024 spelar för Malmö Redhawks i SHL.